# 作物栽培学
作物栽培学（さくもつさいばいがく、英: Agronomy、アグロノミー）あるいは（狭義の）農学は、食物や燃料、繊維、農地造成のための植物の生産・使用に関する科学技術である。植物遺伝学、植物生理学、気象学、土壌学の分野における研究を包含するようになってきている。作物栽培学は生物学や化学、経済学、生態学、地球科学、遺伝学のような諸科学の組合せの応用である。今日のアグロノミストは食物の生産やより健康的な食品の作成、農業の環境影響、植物からのエネルギーの抽出といった多くの問題に関わっている。アグロノミストは輪作や灌漑、排水、植物育種、植物生理学、土壌分類、土壌肥沃度、雑草防除、害虫防除といった分野を専門とすることが多い。

## 植物育種

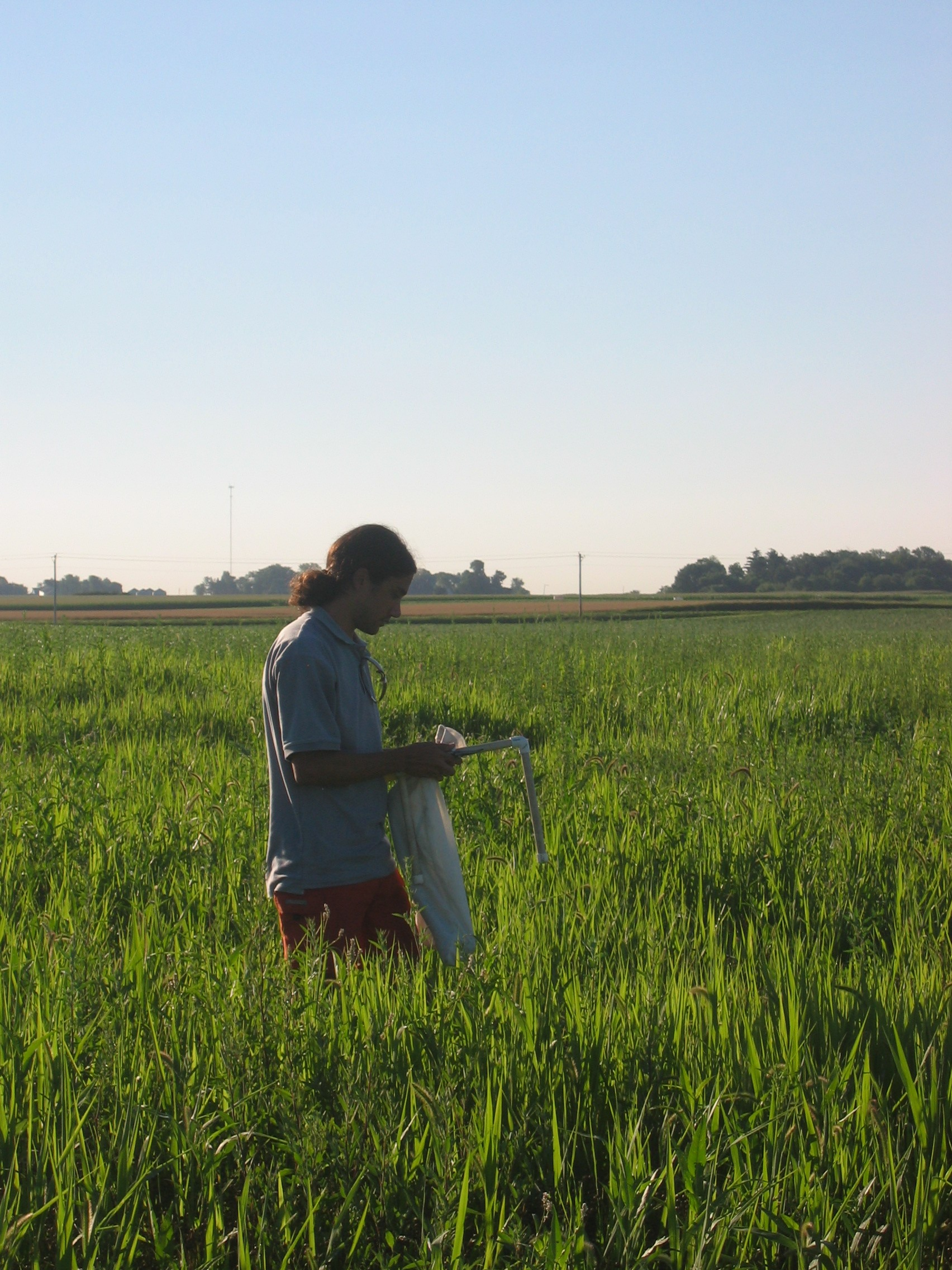
亜麻の実験区をサンプリングするアグロノミスト。

この作物栽培学分野は様々な条件下で最適な作物を作り出すための植物の選抜育種を含む。植物育種はトウモロコシやダイズ、コムギを含む数多くの作物の収量を高め、栄養価を向上させてきた。また、新たな種類の植物の開発にもつながった。例えば、ライコムギと呼ばれる雑種穀物はライムギとコムギの交雑育種によって作り出された。ライコムギはライムギやコムギよりも利用できるタンパク質を多く含む。作物栽培学は果物や野菜の生産研究においても役に立っている。

## バイオテクノロジー

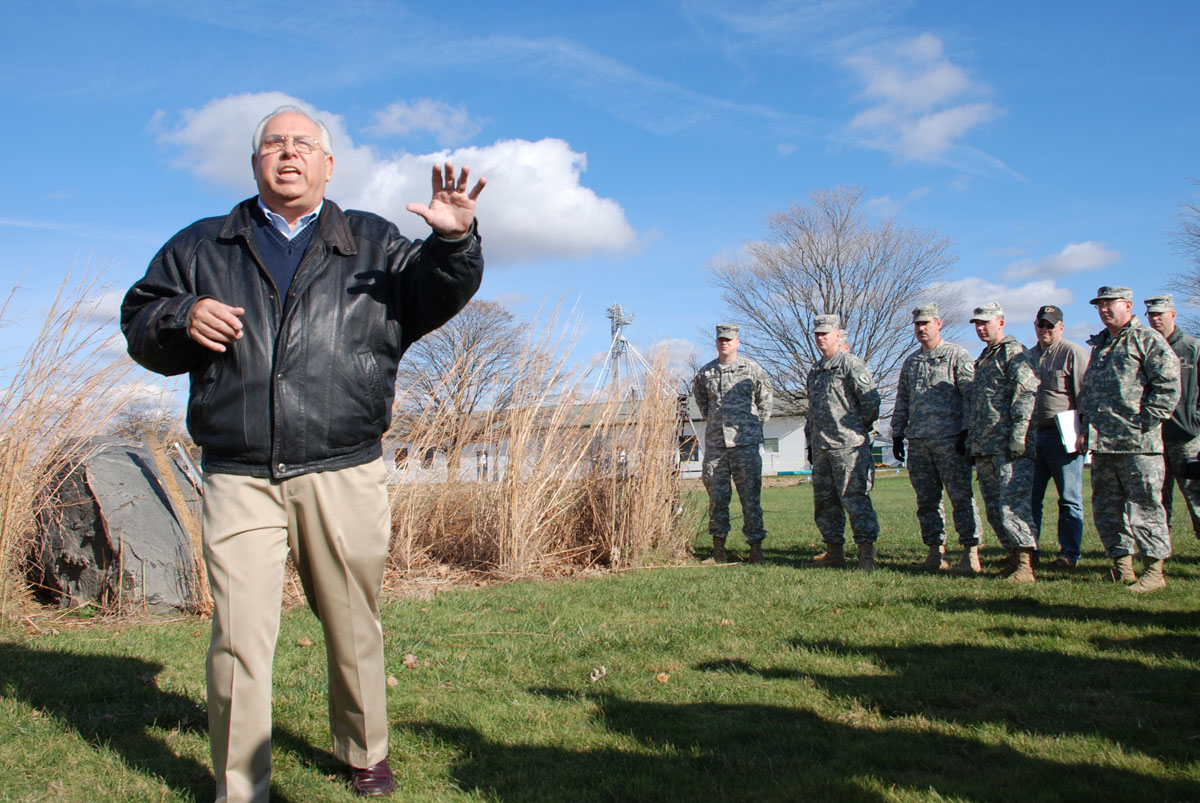
パデュー大学の作物栽培学の教授George Van Scoyocがインディアナ州ウェストラファイエットにあるBeck Agricultural Centerにてインディアナ州兵のアグリビジネス開発チームに対して森とプレーリーの土壌の間の違いを説明している。

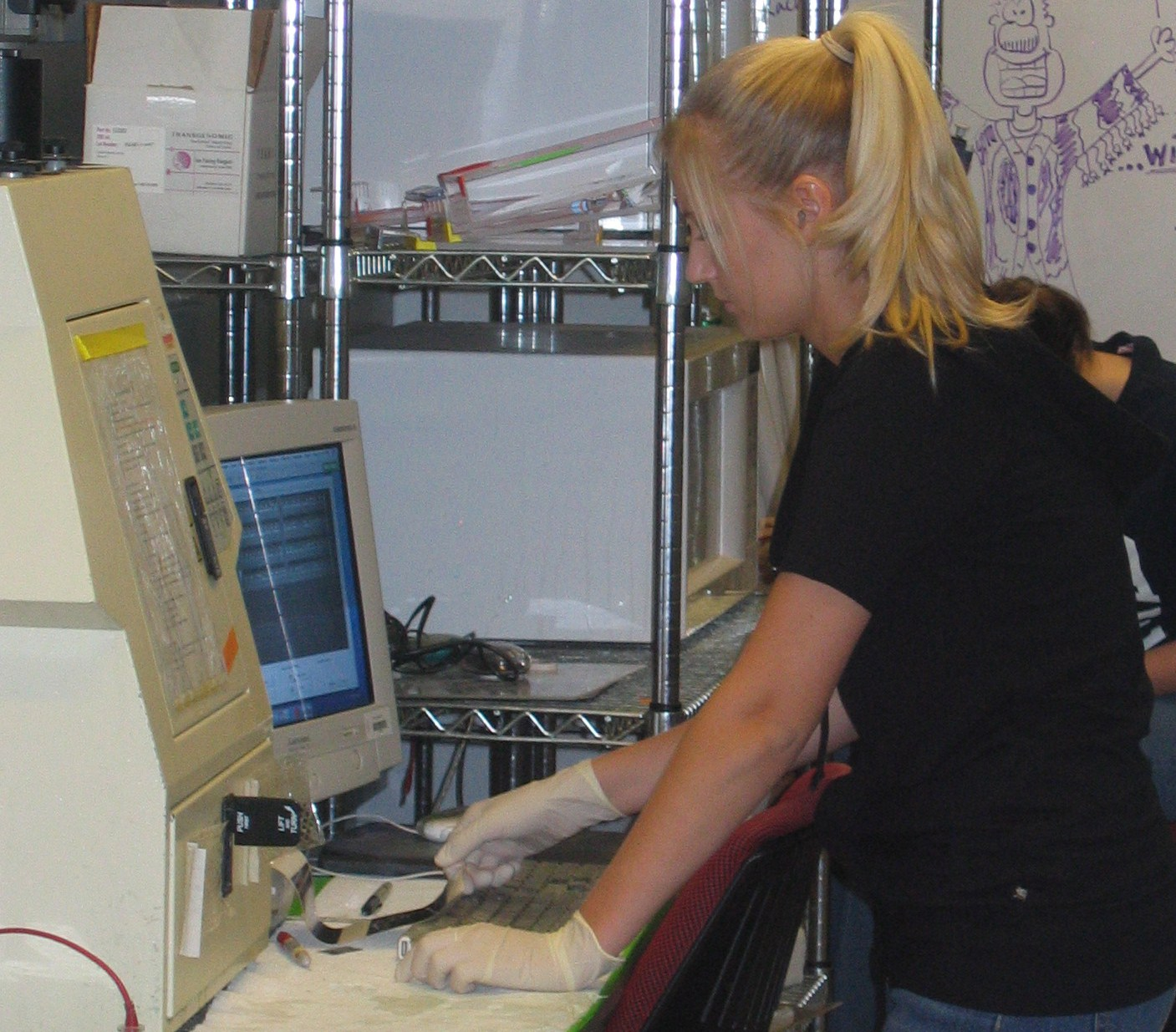
植物ゲノムをマッピングするアグロノミスト

アグロノミストは望ましい形質の発現を拡げ、促進させるためにバイオテクノロジーを使う。バイオテクノロジーは開発された作物の新品種を試験する圃場を必要とする研究室活動であることが多い。
作物収量の上昇に加えて、作物栽培学バイオテクノロジーは食物以外の新たな用途にも次第に応用されるようになっている。例えば、油糧種子は今のところ主にマーガリンやその他の食用油として使われているが、洗剤や代替燃料、石油化学製品のための脂肪酸を生産するために改変することができる。

## 土壌学
アグロノミストは世界中でより生産性が高く、より収益性の高い土壌を作る持続的な方法を研究している。アグロノミストは土壌を分類、分析して、植物の成長にとって不可欠な栄養を含んでいるかどうかを決定する。分析される一般的な主要栄養素には窒素やりん、カリウム、カルシウム、マグネシウム、硫黄の化合物が含まれる。亜鉛やホウ素といったいくつかの微量栄養素についても調べられる。有機物の割合、土壌のpH、栄養保持容量（陽イオン交換容量）が地域の研究室で調べられる。アグロノミストはこれらの研究室からの報告書を解釈し、最適な植物成長のため土壌栄養素をバランスよく配置するための助言を行う。

### 土壌保全
加えて、アグロノミストは土壌を保存し、風雨による侵食の影響を低減する方法を開発する。例えば、等高線式耕作と呼ばれる技術は土壌を浸食から守り、降雨を保存するために用いることができる。作物栽培学の研究者らは、その他の問題において土壌をより効果的に用いる方法も模索している。こういった問題としては、人間や動物の糞尿の処理、水質汚染、土壌中に蓄積した農薬がある。

## 農業生態学
農業生態学（アグロエコロジー）は生態学的および環境保全の観点に重きを置いた農業システムのマネジメントである。この分野は持続可能な農業や有機農業、オルタナティブフードシステム、代替作付体系の開発の分野における研究と密接に関連している。

## 理論モデリング
理論生産生態学は作物の成長の定量的な研究を試みる。植物は、光や二酸化炭素、水、栄養素を収穫可能な製品へと加工処理する一種の生物工場として取り扱われる。考慮される主なパラメータは温度、日光、生物量（バイオマス）、植物生産分布、栄養素、給水量である。